# ГАЕС Кадзуноґава
ГАЕС Кадзуноґава (яп. 葛野川発電所, Кадзуноґава хацуденшьо, Гепберн: Kazunogawa hatsudensho) — гідроакумулювальна електростанція в Японії на острові Хонсю.
Нижній резервуар створили на річці Кадзуноґава, лівій твірній Асагава, яка впадає ліворуч до Кацура, правої твірної Сагамі (протікає по західній стороні Токійської агломерації та впадає до Сагамської затоки Тихого океану). Для цього звели бетонну гравітаційну греблю висотою 105 метрів та довжиною 264 метра, яка потребувала 622 тис. м3 матеріалу. Вона утримує водосховище з площею поверхні 0,43 км2 та об'ємом 11,5 млн м3 (корисний об'єм 8,3 млн м3).
Верхній резервуар створили на Хі, лівій притоці річки Фуефукі, котра в свою чергу є лівою твірною Фудзі, яка тече до затоки Суруга (сусідить із Сагамською затокою). Тут спорудили кам'яно-накидну греблю висотою 87 метрів, довжиною 494 метра та шириною по гребеню 10 метрів, яка потребувала 4,1 млн м3 матеріалу. Вона утримує водосховище з площею поверхні 0,51 км2 та об'ємом 11,5 млн м3 (корисний об'єм 8,3 млн м3), в якому припустиме коливання поверхні між позначками 1460 та 1481 метр НРМ.
Від верхнього резервуару до машинного залу прямує тунель довжиною 3,2 км з діаметром 8,2 метра. Він переходить у два напірні водоводи довжиною по 2 км з початковим діаметром 8,2 метра, кожен з яких у підсумку розгалужується на два з кінцевим діаметром 2,1 метра. З'єднання із нижнім резервуаром забезпечується за допомогою тунелю довжиною 3,2 км з діаметром 8,2 метра. В системі також працює вирівнювальний резервуар висотою 88 метрів з діаметром 14 метрів.
За проектом основне обладнання станції повинні становити чотири оборотні турбіни типу Френсіс потужністю 412 МВт. В 1999-му ГАЕС Кадзуноґава стала до ладу лише з двома гідроагрегатами, а в 2014-му до них додали третій. Турбіни використовують напір у 714 метрів.